# Unione Popolare (Ucraina)
L'Unione Popolare (in ucraino Народний Cоюз?, Narodnyj Sojuz) era un partito politico filo-ucraino della repubblica separatista di Lugansk, operante nella regione di Luhans'k in Ucraina.
Era uno dei tre partiti principali della Repubblica Popolare di Lugansk; è stato messo a bando nel 2016.

## Risultati elettorali
| Elezione          | Voti   | %     | Seggi   |
| ----------------- | ------ | ----- | ------- |
| Parlamentari 2014 | 45.572 | 7,66% | 6 / 100 |